# جون هاسكيل
جون هاسكيل (بالإنجليزية: John Haskell)‏‏ (10 فبراير 1958 - ) روائي من الولايات المتحدة.

## الجوائز
- زمالة غوغنهايم